# Deana Lawson
Deana Lawson (1979) es una artista, educadora y fotógrafa estadounidense que reside en Brooklyn, Nueva York. Sus retratos muestran principalmente escenas domésticas como la familia, la espiritualidad, la sexualidad y la estética negra.
Lawson ha sido elogiada por su capacidad para expresar los matices de la experiencia afroamericana: "La obra de Lawson explora la intimidad, la afinidad, la sexualidad y las relaciones en el entorno social. Sus fotografías se encuentran en las colecciones del Centro Internacional de Fotografías y se han expuesto en varios museos y galerías, entre ellos el Museo de Arte Moderno, el Museo Whitney de Arte Estadounidense y el Instituto de Arte de Chicago.
Lawson fue el ganadora del Premio Hugo Boss en 2020 "por sus significativos logros en el arte contemporáneo". Una muestra  de su obra The Hugo Boss Prize 2020: Deana Lawson, Centropy estuvo expuesta en el Museo Solomon R. Guggenheim, del 7 de mayo al 11 de octubre de 2021.
En mayo de 2022 ganó el premio internacional Deutsche Börse Photography Foundation 2022.

## Biografía
Lawson nació en 1979 en Rochester, Nueva York. En 2001 se licenció en fotografía en la Universidad Estatal de Pensilvania, y obtuvo su master en fotografía en la Escuela de Diseño de Rhode Island (RISD) en 2004. Con respecto a su segundo año en la Universidad Estatal de Pensilvania, Lawson declaró: "Pronto llegué a una encrucijada: o seguía con una carrera de empresariales o saltaba de ese tren en marcha y me convertía en artista. Salté y nunca miré atrás."
Lawson tiene dos hijos con su ex marido, el artista Aaron Gilbert.

## Enseñanza
A partir de 2012 Lawson ejerció de profesora asistente de fotografía en la Universidad de Princeton en Nueva Jersey . En 2021, fue nombrada profesora inaugural de artes visuales Dorothy Krauklis '78 en el Lewis Center for the Arts de la Universidad de Princeton. También ha enseñado en el Instituto de las Artes de California (CalArts), el Centro Internacional de Fotografía, el Colegio de Artes de California (CCA) y la Escuela de Diseño de Rhode Island.

## Obra
Lawson atribuye su interés por la fotografía a fotógrafas afroamericanas como Carrie Mae Weems y Renee Cox. Durante su etapa de estudiante, Lawson se sorprendió por la falta de becas en torno a los fotógrafos de color. Esto la llevó a aprender más sobre artistas negros, como Lorna Simpson, cuya obra influyó en ella y la llevó a dedicarse a la fotografía como medio: "El mero hecho de tener ese modelo para darme cuenta de que no solo me gustaba hacer fotos, sino que realmente podía hacerlo, fue absolutamente importante para reafirmarme como artista".
Las fotografías altamente formalistas de Lawson se distinguen por su meticulosa puesta en escena, composición íntima y atención a los símbolos culturales negros. Sus fotos están muy escenificadas, con énfasis en "extraños y potentes componentes de los interiores". Aunque se refiere a sus sujetos como "familia", sus modelos suelen ser extraños que conoce al azar en espacios públicos. En una declaración de la artista, Lawson manifiesta: "Mi trabajo negocia un conocimiento de la individualidad a través de una dimensión profundamente corpórea. Las fotografías hablan de las formas en que la sexualidad, la violencia, la familia y el estatus social pueden escribirse, a veces literalmente, sobre el cuerpo".
En 2011, Jessie Wender, del The New Yorker describió los retratos de Lawson como "íntimos e inesperados". En la entrevista de Wender con Lawson, la fotógrafa habló sobre sus inspiraciones, entre las que se encuentran "los desnudos vintage, Sun Ra, Nostrand Ave, madres sexys, juke joints, primas, álbumes familiares encuadernados en cuero, pelucas retorcidas, Dana Lawson [su hermana], el color púrpura, The Grizzly Man, MJ, los retratos ovalados, Arthur Jafa, las tiendas de segunda mano, Breakfast at Tiffany's, las uñas acrílicas, los tejidos en el pavimento, Aaron Gilbert [su ex marido], el tren A, Tell My Horse, las máquinas de escribir, Notorious BIG, el pescado frito, y las cortinas de encaje". Desde el punto de vista formal, Lawson afirma que "las imágenes están unificadas por la clara voz de la directora. La pose, la iluminación y el entorno del sujeto están cuidadosamente considerados".
Lawson ha declarado que su obra más desafiante y exitosa, El jardín, hace referencia a la escena del Edén en la pintura El jardín de las delicias de Hieronymus Bosch. En 2014, Lawson viajó al Congo en busca de referencias para su visión del Edén, y este viaje la llevó a un pequeño pueblo llamado Gemena que convirtió en el escenario de El jardín.
Aunque muchas de las fotografías de Lawson sacadas en Nueva York, también ha fotografiado otros lugares como Luisiana, Haití, Jamaica, Etiopía y la República Democrática del Congo. Y ha expresado su esperanza de que, a través de los viajes, su obra pueda reflejar la manera en que la cultura negra no está limitada por fronteras físicas.
En noviembre de 2015, Time le encargó que fotografiara las consecuencias del tiroteo en la iglesia de Charleston, Carolina del Sur, por el asesino en masa Dylan Roof. Según las observaciones de Steven Nelson, decano del Centro de Estudios Avanzados en las Artes de la Galería Nacional de Arte, aunque sus fotografías para Time documentan desde el punto de vista periodístico las secuelas, en lugar de la masacre en sí, "encajan con imágenes que han representado la violencia contra la población negra".
En 2016, la fotografía de Lawson, Binky & Tony Forever, fue utilizada como portada de Freetown Sound, el tercer álbum de Dev Hynes para Blood Orange. Esta fotografía está ambientada en el dormitorio de Lawson y muestra el amor juvenil enfatizando la figura femenina: "la mirada femenina, su espacio y su amor", en palabras de Lawson.
La fotografía a gran formato de Lawson, Ring Bearer  (2016) se presentó en la Bienal de Whitney de 2017.
En 2019 la película Queen & Slim se inspiró en esta obra de Lawson al capturar una representación íntima de la experiencia negra y los interiores de las casas estilizadas. Ese mismo año Lawson fotografió a  Melina Matsoukas, directora de la película.
Lawson fue incluida en la exposición itinerante de 2019 Young, Gifted, and Black: The Lumpkin-Boccuzzi Family Collection of Contemporary Art.

## Publicaciones
- Deana Lawson . Editado por Peter Eleey y Eva Respini. Londres, Mack, 2021. ISBN 978-1-912339-98-3 . Incluye ensayos de Eva Respini y Peter Eleey, Kimberly Juanita Brown, Tina Campt, Alexander Nemerov, Greg Tate y una conversación entre Lawson y Deborah Willis. Acompañado de una exposición en ICA/Boston, 2021/22; MoMA PS1, 2022, y High Museum of Art, 2022/23.

## Premios
- Beca de la Fundación Aaron Siskind para fotógrafos individuales, 2008-2009.[28]
- Beca Guggenheim de la John Simon Guggenheim Memorial Foundation por su trabajo en fotografía, 2013.[1]
- Premio Hugo Boss 2020 por el Solomon R. Guggenheim Museum.[29]
- Premio Deutsche Börse Photography Foundation 2022  por su trabajo desarrollado a lo largo del año.

## Exposiciones

### Exposiciones individuales
- 2014 Galería Rhona Hoffman, Chicago, Deana Lawson: Mother Tongue. [30]
- 2017 Galería Rhona Hoffman, Chicago, Deana Lawson. [31]
- 2018 Sikkema Jenkins & Co., Nueva York, New Work [32]
- 2018 Carnegie Museum of Art, Pittsburgh, Forum 80: Deana Lawson. [33]
- 2018-2019 The Underground Museum, Los Ángeles, Deana Lawson: Planes.[34]
- 2020 Kunsthalle Basilea, Suiza, Deana Lawson: Centropy .[35]
- 2021 Solomon R. Guggenheim Museum, Nueva York, Premio Hugo Boss 2020: Deana Lawson, Centropy. [6]

### Exposiciones colectivas
- 2013 Galería Fitzroy, Nueva York, Secesión Secesión. [36]
- 2014 Galería Rhona Hoffman, Chicago, Galería Rhona Hoffman en EXPO CHICAGO. [37]
- 2015 Rhona Hoffman Gallery, Chicago, evoking spirit: contemporary art in dialogue with keeping secrets[38]
- 2016 Rhona Hoffman Gallery, Chicago, Exposición colectiva: 40 años Parte 2: Gender. Race. Identity. [39]
- 2016 The Studio Museum en Harlem, Nueva York, Black Cowboy [40]
- 2017 Whitney Museum de Arte Americano, Nueva York, Nueva York, Estados Unidos, Bienal de Whitney 2017. [41]
- 2018 Fundación Gordon Parks, Nueva York, American Family: Derrick Adams y Deana Lawson. [42]
- 2018 Museo RISD, Providence, Rhode Island, El fantasma de la libertad. [43]